# Blausasc
Blausasc est une commune française située dans le département des Alpes-Maritimes en région Provence-Alpes-Côte d'Azur. Ses habitants sont appelés les Blausascois.

## Géographie

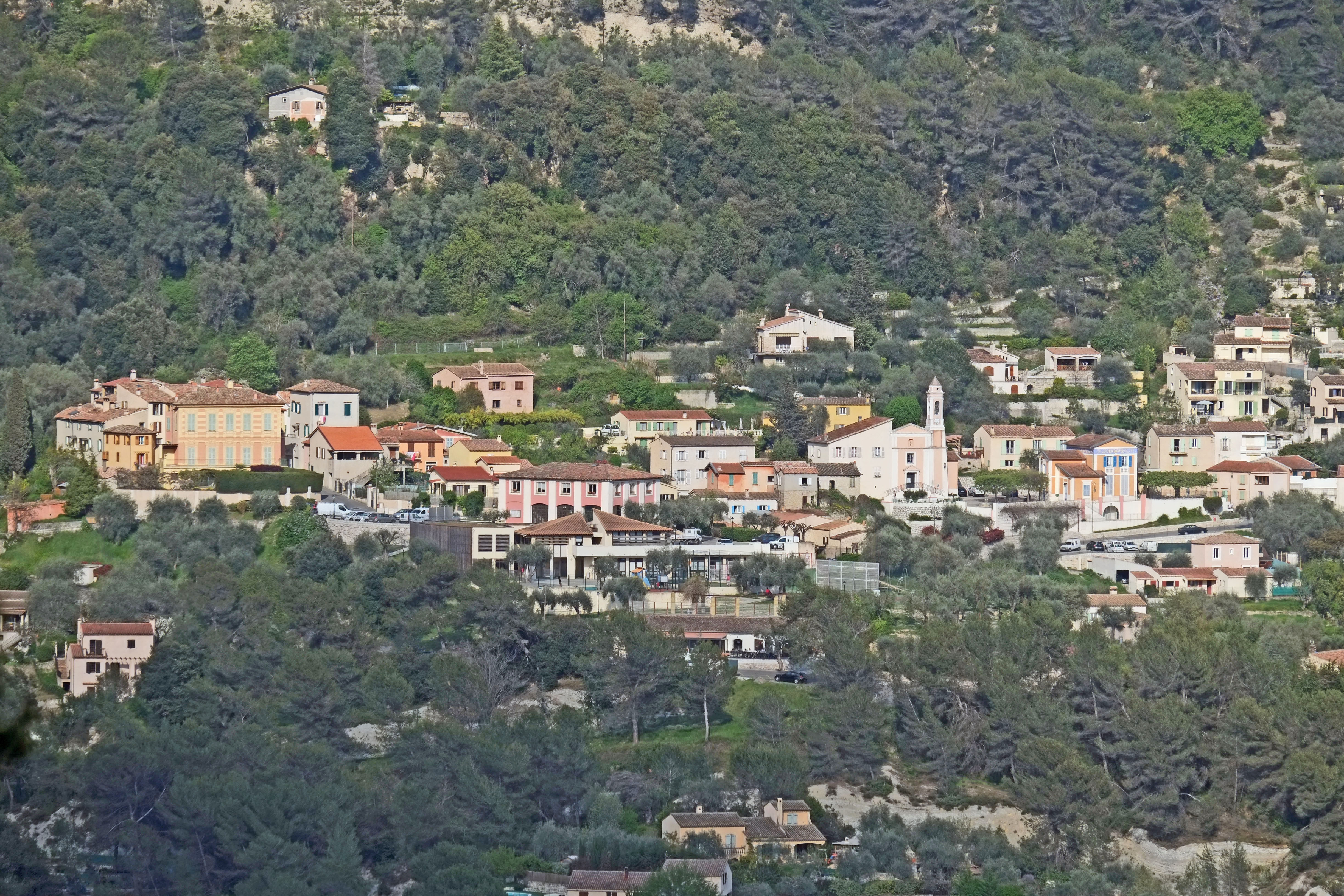
Vue du village depuis le chemin de Sainte-Hélène de Contes.

Blausasc est à 18 km au nord-est de Nice, à trente minutes des plages de la Côte d'Azur, au cœur du pays des Paillons au pied des Alpes et du parc national du Mercantour.

### Communes limitrophes
| Berre-les-Alpes, Contes | L'Escarène | Peille  |
| Contes                  | Blausasc   | Peille  |
| Cantaron, Drap          | Peillon    | Peillon |

### Climat
Pour des articles plus généraux, voir Climat de Provence-Alpes-Côte d'Azur et Climat des Alpes-Maritimes.
En 2010, le climat de la commune est de type climat méditerranéen altéré, selon une étude du Centre national de la recherche scientifique s'appuyant sur une série de données couvrant la période 1971-2000. En 2020, Météo-France publie une typologie des climats de la France métropolitaine dans laquelle la commune est exposée à un climat méditerranéen et est dans la région climatique  Var, Alpes-Maritimes, caractérisée par une pluviométrie abondante en automne et en hiver (250 à 300 mm en automne), un très bon ensoleillement en été (fraction d’insolation > 75 %), un hiver doux (8 °C) et peu de brouillards. 
Pour la période 1971-2000, la température annuelle moyenne est de 13,8 °C, avec une amplitude thermique annuelle de 15,1 °C. Le cumul annuel moyen de précipitations est de 937 mm, avec 5,8 jours de précipitations en janvier et 2,8 jours en juillet. Pour la période 1991-2020, la température moyenne annuelle observée sur la station météorologique de Météo-France la plus proche, « Peille », sur la commune de Peille à 3 km à vol d'oiseau, est de 10,8 °C et le cumul annuel moyen de précipitations est de 935,0 mm. 
La température maximale relevée sur cette station est de 35 °C, atteinte le 28 juin 2019 ; la température minimale est de −10,3 °C, atteinte le 27 février 2018,,. 
Les paramètres climatiques de la commune ont été estimés pour le milieu du siècle (2041-2070) selon différents scénarios d'émission de gaz à effet de serre à partir des nouvelles projections climatiques de référence DRIAS-2020. Ils sont consultables sur un site dédié publié par Météo-France en novembre 2022.

## Urbanisme

### Typologie
Au 1er janvier 2024, Blausasc est catégorisée commune rurale à habitat dispersé, selon la nouvelle grille communale de densité à 7 niveaux définie par l'Insee en 2022.
Elle est située hors unité urbaine. Par ailleurs la commune fait partie de l'aire d'attraction de Nice, dont elle est une commune de la couronne,. Cette aire, qui regroupe 100 communes, est catégorisée dans les aires de 200 000 à moins de 700 000 habitants,.

### Occupation des sols
L'occupation des sols de la commune, telle qu'elle ressort de la base de données européenne d’occupation biophysique des sols Corine Land Cover (CLC), est marquée par l'importance des forêts et milieux semi-naturels (81 % en 2018), en diminution par rapport à 1990 (86,5 %). La répartition détaillée en 2018 est la suivante : 
forêts (59,8 %), espaces ouverts, sans ou avec peu de végétation (15,2 %), mines, décharges et chantiers (7,8 %), zones urbanisées (7 %), milieux à végétation arbustive et/ou herbacée (6 %), zones industrielles ou commerciales et réseaux de communication (4 %), zones agricoles hétérogènes (0,1 %).
L'évolution de l’occupation des sols de la commune et de ses infrastructures peut être observée sur les différentes représentations cartographiques du territoire : la carte de Cassini (XVIIIe siècle), la carte d'état-major (1820-1866) et les cartes ou photos aériennes de l'IGN pour la période actuelle (1950 à aujourd'hui).

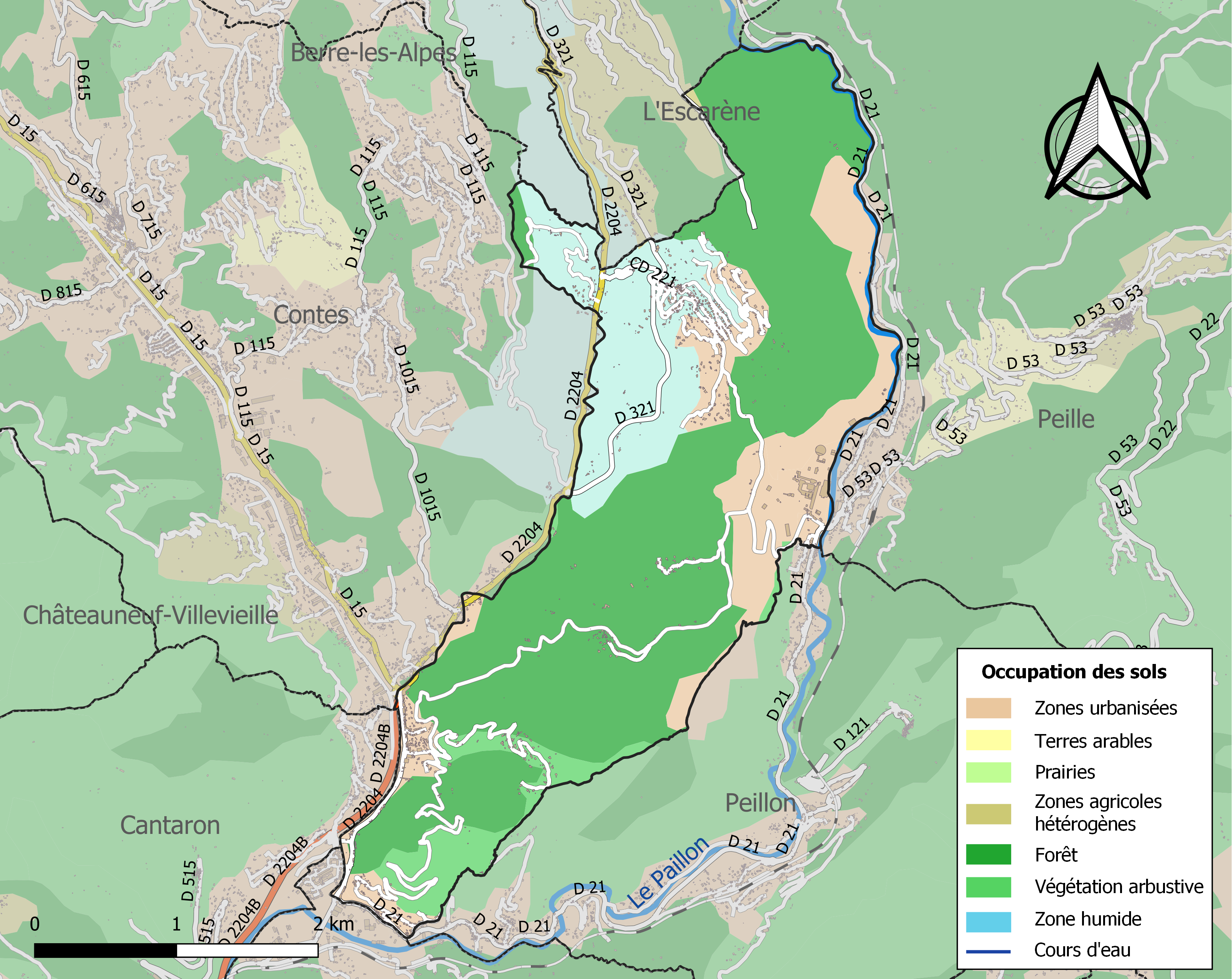
Carte de l'occupation des sols de la commune en 2018 (CLC).

## Histoire

### Naissance de la commune
C'est le 13 janvier 1926 que le Conseil d'État approuve le décret prononçant la création d'une nouvelle commune. La décision est effective en février, elle est issue d'un travail et surtout d'une situation qui justifiait la séparation entre Blausasc et Peille.
Géographiquement, Blausasc était éloignée de son chef-lieu, Peille : la distance, et le fait que les deux bourgs n'appartenaient pas à la même vallée. Petit à petit, et dès la fin du XIXe siècle, ce hameau de Peille met en place les bases de son indépendance : il possède sa propre paroisse, son école et même une salle d’état civil.
Le 29 juin 1919, pressé par les habitants de Blausasc, le conseil municipal de Peille émet sa demande auprès de la préfecture pour l'érection de la commune. Une pétition signée par la majorité de la population vient renforcer cette action. En novembre, une enquête de commodo et incommodo auprès des personnes concernées est lancé, comme l'exige la loi. Les suffrages en faveur de la séparation sont largement majoritaires : seul un groupe de démobilisés s'y oppose.
En 1921, une commission syndicale, composée de notables locaux et notamment du comte Saïssi de Châteauneuf, est élue. En 1922, le Conseil général publie ses conclusions : « La future commune possède tous les édifices publics nécessaires, la situation financière est suffisamment assurée et les conseils municipaux, d’arrondissement et général ont émis un avis favorable à la séparation..., entente des habitants..., sur les limites de la nouvelle commune... La population de Blausasc s'élève d'après le recensement de 1921, à 348 habitants... »
Cinq années plus tard, la commune fait ses premiers pas dans l'autonomie et désigne son premier maire, Alfred Deleuse. La préfecture avait envisagé le partage des biens entre les deux communes dès 1924. Les biens mobiliers et immobiliers sont séparés au prorata des populations vivant dans chaque village. Les édifices, eux, restent propriété de la commune sur laquelle ils sont érigés.
Les fonctionnaires de la commune sont nommés : le cantonnier municipal, le secrétaire de mairie, le postier et plus tard, les suppléants à la cabine téléphonique. Le règlement de chasse est assez vite adopté afin de régir les terres communales. Une mairie annexe est créée en 1936 à la Pointe.
Mais les préoccupations premières de la commune dans ces années furent surtout la recherche d'eau potable et l'amélioration des voies de circulation et de communication pour les marchandises comme pour les hommes. Dans ce but, l'ensemble de la commune connaît une modernisation sensible : les chemins entre les différents quartiers sont aménagés, la déviation de la route Nice-Turin est votée selon l'ancien tracé du tramway et les rues de Blausasc sont pavées dès 1933. L'année suivante, en 1934, les lavoirs à Vienna et la Pallaréa sont créés. Enfin, en 1940, la commune dépourvue de moulin à huile décide d'en acquérir un, afin de baisser le coût de production.
En 1923, la cimenterie Vicat s'implante à Blausasc. Une part importante de la population y trouve un emploi et donc un  revenu supplémentaire. C'est grâce à cette activité que le village conserve un dynamisme alors même qu'une majorité de communes rurales se désertifient.
De 1964 à 1980, c'est le réseau d'eau potable  qui couvre peu à peu tout le territoire. De 1965, à 1975, c'est au tour des réseaux d'assainissement, puis de l’éclairage public. Tirant atout de sa proximité de Nice et de sa campagne agréable, le conseil municipal décidait la construction d'un lotissement en 1973.
Le tri sélectif est mis en place avec succès en 2002, deux stations d'épuration écologiques à lits à macrophytes complètent les équipements publics.

## Politique et administration

### Tendances politiques et résultats
La commune se distingue en étant l'une des villes de France ayant voté le plus massivement pour le Front national aux élections régionales de 2015 (64,4 % au deuxième tour),
.

### Liste des maires
| Période                                  | Période       | Identité         | Étiquette | Qualité  |
| ---------------------------------------- | ------------- | ---------------- | --------- | -------- |
| Les données manquantes sont à compléter. |               |                  |           |          |
| 1977                                     | décembre 2001 | Nicole Lottier   |           |          |
| décembre 2001                            | mars 2008     | Laurence Abassit |           |          |
| mars 2008                                | En cours      | Michel Lottier   | UMP-LR    | Retraité |

Une élection municipale partielle a eu lieu en 2001 à la suite du décès de Nicole Lottier, amenant à l'élection de Laurence Abassit.

## Population et société

### Démographie
L'évolution du nombre d'habitants est connue à travers les recensements de la population effectués dans la commune depuis 1926. Pour les communes de moins de 10 000 habitants, une enquête de recensement portant sur toute la population est réalisée tous les cinq ans, les populations de référence des années intermédiaires étant quant à elles estimées par interpolation ou extrapolation. Pour la commune, le premier recensement exhaustif entrant dans le cadre du nouveau dispositif a été réalisé en 2008.
| 1926 | 1931 | 1936 | 1946 | 1954 | 1962 | 1968 | 1975 | 1982 |
| ---- | ---- | ---- | ---- | ---- | ---- | ---- | ---- | ---- |
| 534  | 486  | 516  | 410  | 431  | 474  | 509  | 510  | 725  |

| 1990  | 1999  | 2006  | 2008  | 2013  | 2018  | 2022  | - | - |
| ----- | ----- | ----- | ----- | ----- | ----- | ----- | - | - |
| 1 057 | 1 254 | 1 374 | 1 408 | 1 466 | 1 651 | 1 664 | - | - |

### Enseignement
Les élèves de Blausasc commencent leur scolarité sur la commune, à l'école maternelle "de la pointe " (une cinquantaine d'enfants inscrit), puis l'école primaire " des romarins " du village (environ 90 écoliers).

## Culture locale et patrimoine

### Lieux et monuments
Le col Pelletier rassemble plusieurs activités avec ses équipements sportifs (stade et piste BMX), son club bouliste et une vaste esplanade pouvant accueillir de multiples activités sportives ou culturelles.
Au centre du village, le Palais des comtes avec ses façades restaurées avec fresques en trompe-l'œil, fut la demeure de Louis-Alexandre Saïssi de Chateauneuf, premier consul de Nice en 1823.
Sur la place Nicole Lottier, l'église Saint-Pierre édifiée au XIXe siècle dans un style italien classique et l'ancienne mairie-école aux fresques récemment restaurées.
Le palais privé et son parc, au quartier de la Pallaréa — ancienne propriété du président fondateur des ciments Lafarge, le comte de Vaubert — où fut tourné le film L'homme pressé, avec Alain Delon et Mireille Darc en 1977.
De nombreux édifices communaux comme la fontaine du village datant du XIXe siècle taillée dans le calcaire, le moulin génois situé le restaurant du « Moulin de l'Oliveraie » ou religieux comme l'oratoire de la Pallaréa, les chapelles Saint-Roch et La Madone (patronne de la commune fêtée chaque 8 septembre) sont également à découvrir au fil de la promenade.

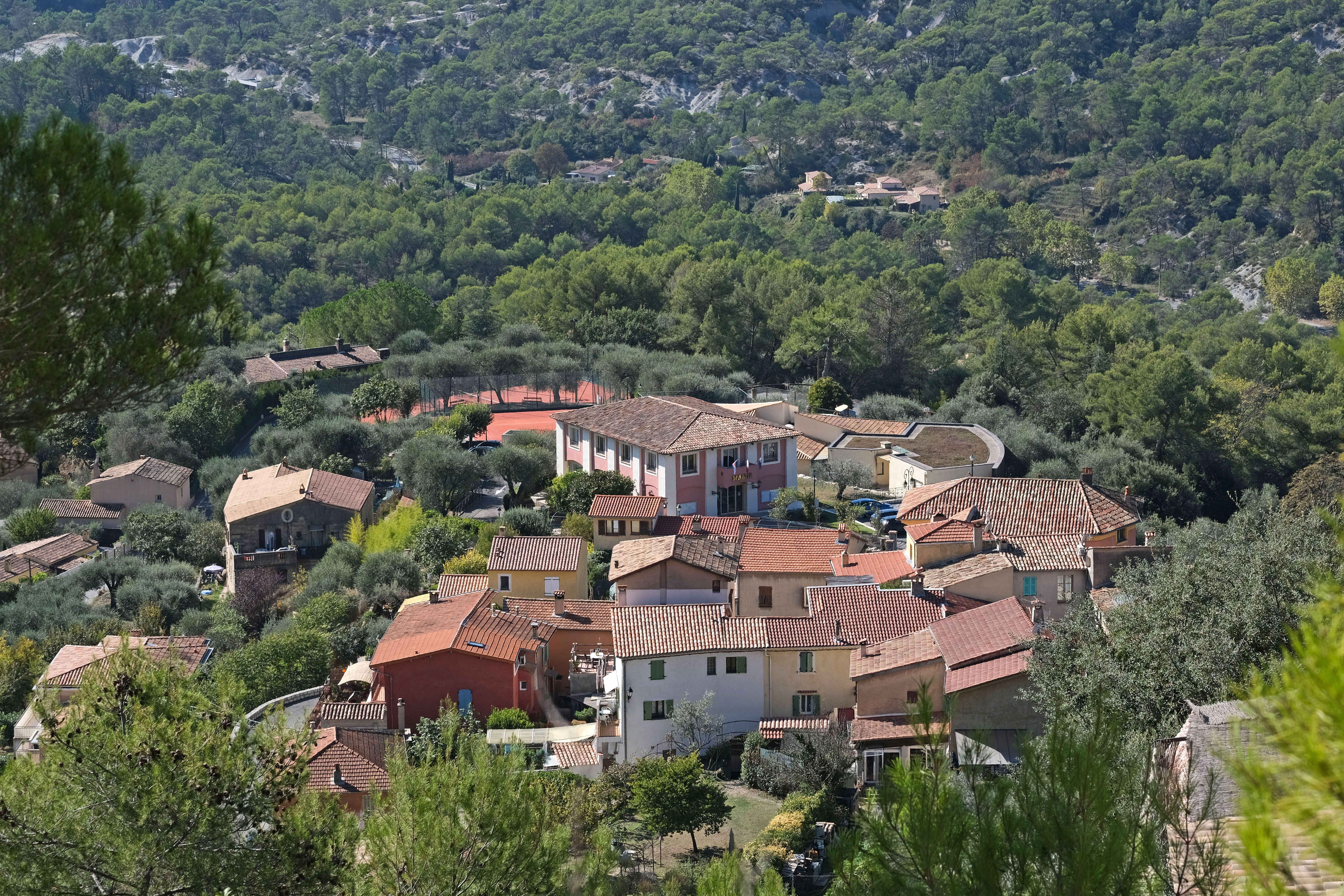
Vue du village depuis le quartier Lou Plan (mairie au centre).
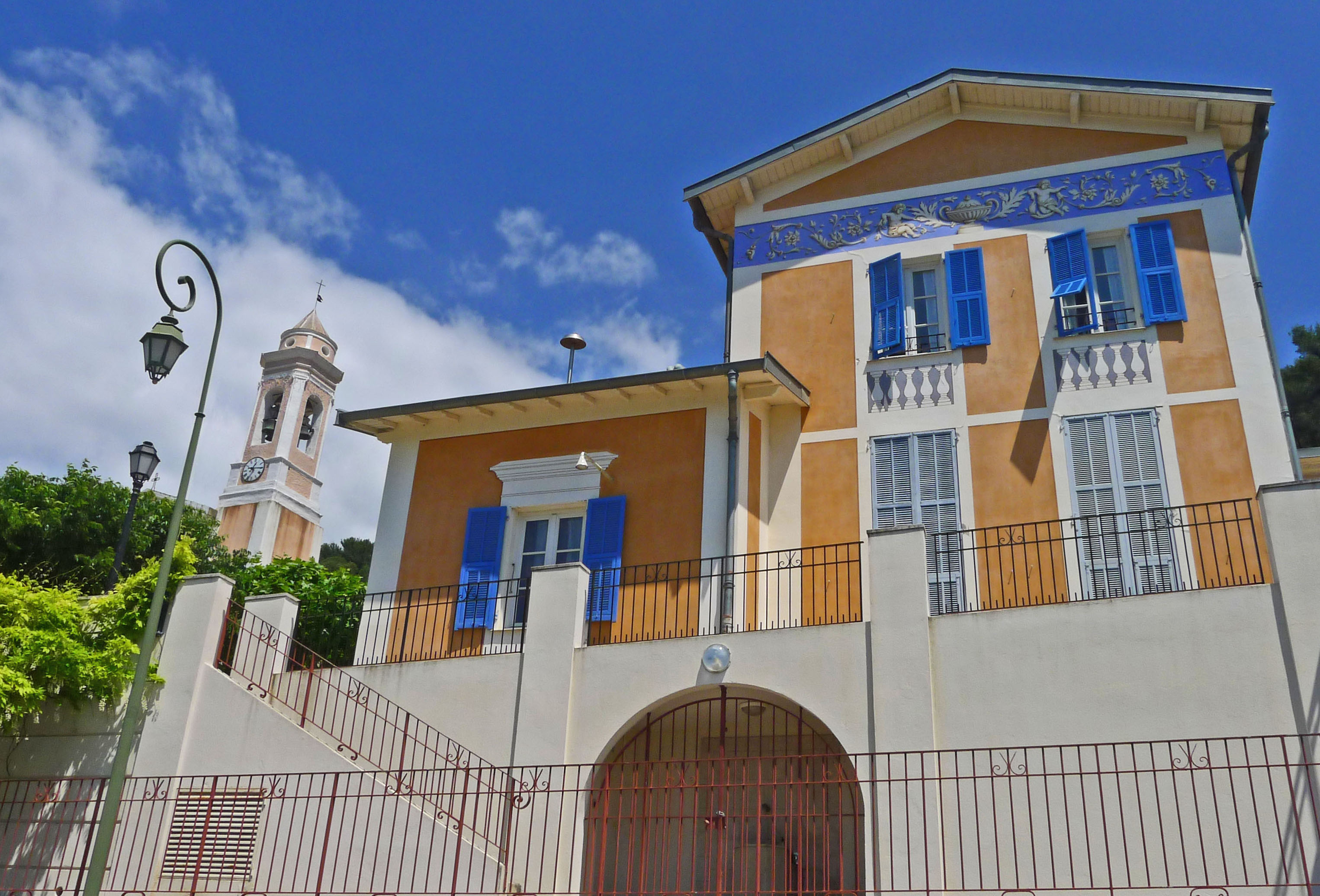
Ancienne école du village.
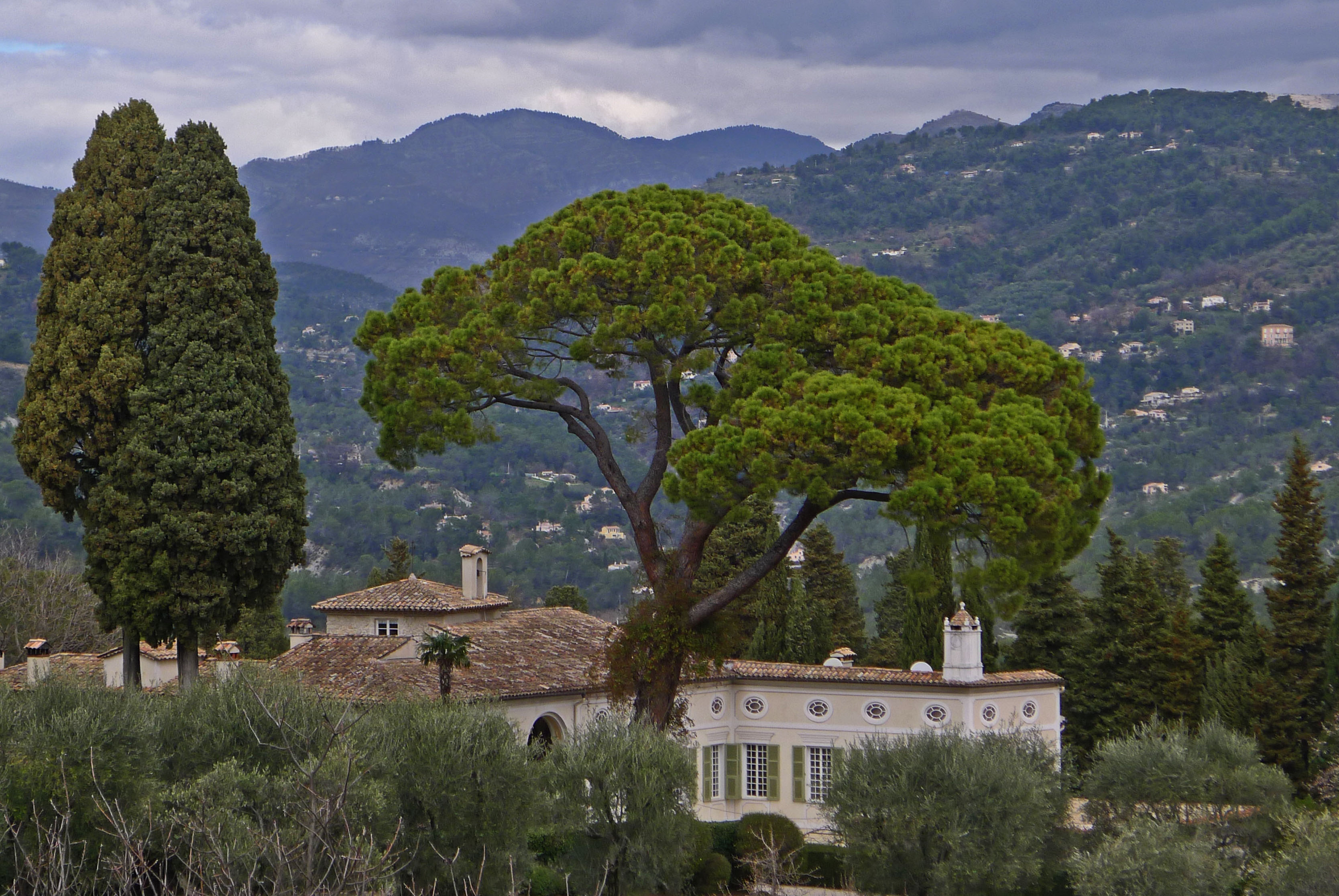
Le château de la Pallaréa.

### Personnalités liées à la commune
- Claude Morini (1939-1982), artiste peintre niçois, a créé une Association des artistes libres de la faculté de Blausasc.

### Héraldique
| Blason de Blausasc | Blason  | Tranché de gueules et d’argent, le 1er chargé d’une rose, le 2e d’une molette de l’un en l’autre. |
| Blason de Blausasc | Détails | Le statut officiel du blason reste à déterminer.                                                  |